# Bataille de Rhode Island
Guerre d'indépendance des États-Unis
Batailles
m
Opérations navales de la guerre d'indépendance des États-Unis (en) :
- Bataille de Fairhaven
- Machias (1775)
- Bataille de Gloucester (1775)
- Incendie de Falmouth
- Block Island
- Bataille de Turtle Gut Inlet (en)
- Bataille de Machias (1777)
- Newport
- Raid de Grey (en)
- Raid de Chesapeake (en)
- Raid de Tryon (en) (Bataille de Norwalk (en))
- Expédition de Penobscot
- Cap Henry
- Cap Breton
- Capture de l'USS Trumbull (en)
- Bataille du cap Ann (en)
- Baie de Chesapeake
- Capture du HMS Savage (en)
- Bataille de baie du Delaware (1re) (en)
- Bataille navale d'Halifax (en)
- Raid sur Lunenburg (en)
- Baie d'Hudson
- Bataille de la baie du Delaware (2e) (en)
- Bataille de la baie du Delaware (3e) (en)
- Combat du 22 janvier 1783 (en)

La bataille de Rhode Island (en anglais : battle of Rhode Island), également connue sous le nom de bataille de Quaker Hill et de siège de Newport, est une bataille qui a lieu le 29 août 1778 dans le cadre de la guerre d'indépendance des États-Unis. L'Armée continentale et des forces miliciennes, placées sous le commandement du général John Sullivan se retiraient de la partie nord d'Aquidneck Island après avoir abandonné leur siège de Newport, Rhode Island, lorsque les forces britannique stationnées à Newport sortent, soutenues par des vaisseaux de la Royal Navy arrivés récemment sur place, et attaquent les Américains qui battaient en retraite. L'issue de la bataille est indécise, néanmoins les forces continentales se retirent sur le continent après l'attaque, laissant Aquidneck Island entre les mains des Britanniques.
La bataille a lieu peu de temps après les premières tentatives de coopération entre les forces françaises et américaines, après l'entrée en guerre de la France conformément aux engagements pris dans l'alliance franco-américaine. Les opérations menées par les Américains contre Newport devaient à l'origine se faire en coordination avec la flotte et les troupes françaises ; cependant, ces dernières sont contrariées par des dissensions internes entre les officiers supérieurs de la flotte française et par une violente tempête qui endommage aussi bien les flottes françaises qu'anglaises, peu de temps avant l'attaque prévue.
La bataille voit la participation du 1st Rhode Island Regiment, un régiment dont les soldats — recrutés localement — étaient des Afro-Américains, alors soumis à la ségrégation.

## Sources et bibliographie
- (en) Mark Mayo Boatner, Cassell's Biographical Dictionary of the American War of Independence, 1763-1783, Londres, Cassell & Company Ltd., 1966, 1287 p. (ISBN 0-304-29296-6)
- (en) Philip Colomb, Naval Warfare, its Ruling Principles and Practice Historically Treated, Londres, W. H. Allen, 1895 (OCLC 2863262, lire en ligne)
- (en) George Daughan, If By Sea : The Forging of the American Navy—from the Revolution to the War of 1812, Basic Books, 2011 (1re éd. 2008), 576 p. (ISBN 978-0-465-02514-5, OCLC 701015376)
- (en) Paul F. Dearden, The Rhode Island Campaign of 1778 : inauspicious dawn of alliance, Providence, RI, Rhode Island Bicentennial Federation, 1980, 169 p. (ISBN 978-0-917012-17-4, OCLC 60041024)
- (en) Ira Gruber, The Howe Brothers and the American Revolution, New York, Atheneum Press, 1972, 396 p. (ISBN 978-0-8078-1229-7, OCLC 1464455)
- (en) Francis B. Heitman, Historical Register and Dictionary of the United States Army, from its Organization, September 29, 1789, to March 2, 1903. Volume 2, Urbana, IL, University of Illinois Press, 1965 (1re éd. 1903)
- (en) Charles Warren Lippitt, The Battle of Rhode Island, Newport, RI, Mercury Publishing, 1915 (OCLC 9887723, lire en ligne)
- (en) Arthur T Mahan, The Influence of Sea Power Upon History, 1660-1783, Boston, Little, Brown, 1890 (OCLC 746949269, lire en ligne)
- (en) Brendan Morrissey, Monmouth Courthouse 1778 : The Last Great Battle in the North, Oxford, Osprey Publishing, 2004, 96 p. (ISBN 978-1-84176-772-7, OCLC 56351768)
- (en) Thomas Hamilton Murray, Gen. John Sullivan and the Battle of Rhode Island : a Sketch of the Former and a Description of the Latter, Providence, RI, The American-Irish Historical Society, 1902 (OCLC 2853550, lire en ligne)
- (en) Paul Nelson, Sir Charles Grey, First Earl Grey : Royal Soldier, Family Patriarch, Madison, NJ, Fairleigh Dickinson University Press, 1996, 253 p. (ISBN 978-0-8386-3673-2, OCLC 33820307, présentation en ligne)
- (en) Thomas Schaeper, Edward Bancroft : Scientist, Author, Spy, New Haven, CT, Yale University Press, 2011, 329 p. (ISBN 978-0-300-11842-1, OCLC 178289618, présentation en ligne)